# Rentjärnen (Arjeplogs socken, Lappland)
Rentjärnen är en sjö i Arjeplogs kommun i Lappland och ingår i Skellefteälvens huvudavrinningsområde.